# District de Damyang
Le district de Damyang (en hangul : 담양군, Damyang-gun) est un district de la province du Jeolla du Sud, en Corée du Sud.

## Histoire
Avant de s'appeler pour la première fois Damyang-gun au XIe siècle, le district a connu les appellations suivantes : Chujahye-gun, Chusung-gun et Damju. Son histoire se confond avec celle des érudits qui y ont élu domicile en raison de sa qualité de vie. 

## Géographie
Situé entre Gwangju et Jeonju, Damyang-gun couvre 455 km² pour une population d'environ 60 000 habitants (soit 127 habitants au km², densité très faible pour le pays). Le paysage du district est une alternance de plaines, montagnes, lacs et surtout forêts (la région est très réputée pour son bambou). Le district connaît actuellement un grand développement touristique.

## Culture
La culture est incontestablement le point fort de Damyang-gun, et ce sur un large spectre :
- Pour les amateurs de beaux paysages et de belles promenades : la forteresse de Geumsungsansung, la montagne de Chuwolsan.
- Pour les amateurs de zen, le temple de Yongheungsa ou le jardin de Soswaewon à Nam-myon : Yang San-bo (1503-1557) conçut cet agréable havre de paix traversé par un torrent pour se retirer de la vie publique.
- Pour les lettrés, les journaux de Miam Yu Hui-chun (1513-1577) à Daeduk-myon ou les visites des maisons de grands érudits un peu partout dans le district.
- Pour les gastronomes, le Damyang ddeok galbi (grillade de succulentes galettes de bœuf mariné) accompagné d'un riz cuit dans le bambou.
- Pour ceux qui aiment le confort : un excellent jjimjilbang parfumé au bambou au Damyang Resort.
- Pour ceux qui veulent suivre la masse : le parc d'attractions dédié au bambou (Daenamugol), les chutes de Gamageol.

Le district est également connu pour son festival des bambous organisé chaque année depuis 1999.
Le chimiste Ri Sung-gi est originaire de Damyang.